# Sarmada
Sarmada (arab. ‏سرمدا‎) – miasto w północno-zachodniej Syrii, w muhafazie Idlib. W 2004 roku liczyło 11 181 mieszkańców.

## Historia
28 czerwca 1119 została stoczona bitwa na Krwawym Polu, zwana też bitwą pod Sarmadą, w której muzułmanie pokonali antiocheńskich rycerzy.